# Двойнёвка
Двойнёвка — деревня в Кирсановском районе Тамбовской области России. Входит в состав Уваровщинского сельсовета.

## География
Деревня находится в восточной части Тамбовской области, в лесостепной зоне, в пределах Окско-Донской равнины, на левом берегу реки Пурсовки, к югу от города Кирсанова, административного центра района.
Часовой пояс
Деревня Двойнёвка, как и вся Тамбовская область, находится в часовой зоне МСК (московское время). Смещение применяемого времени относительно UTC составляет +3:00.

## Население
| 2010 |
| ---- |
| 186  |

Половой состав
По данным Всероссийской переписи населения 2010 года в гендерной структуре населения мужчины составляли 48,4 %, женщины — соответственно 51,6 %.
Национальный состав
Согласно результатам переписи 2002 года, в национальной структуре населения русские составляли 98 % из 189 чел.

## Транспорт
К северу от деревни проходит автодорога межмуниципального значения 68К-023.

## Улицы
Уличная сеть состоит из одной улицы (ул. Низовка).